# Gina Holden
Gina Holden (Smithers, Colúmbia Britânica, 17 de março de 1975) é uma atriz canadense. Que protagonizou a série de televisão Flash Gordon e foi coadjuvante na série Blood Ties e mais recentemente no papel de Shea Allen na série Harper's Island.

## Primeiros anos de vida
Ela nasceu na pequena cidade de Smithers, na Colúmbia Britânica e se mudou muitas vezes durante a infância. Aproveitou todas as oportunidades para se desenvolver como atriz, e aos qunize anos de idade, conseguiu um contrato de modelo, indo trabalhar no Japão. Lá ela assimilou a cultura japonesa e logo fez do país seu segundo lar. Embora bem-sucedida como o rosto de uma marca de cosméticos, ela queria seguir a profissão de atriz, que era sua paixão.

## Carreira
Ela estreou em uma pequena participação no Filme de TV, Roughing It, também em Perfect Romance, outro Filme de TV, no qual ela so participou como figurante, ela interpretou uma estudante nervosa, dai veio várias participações. 
Ela estrelou como Dale Arden na série Flash Gordon, como Coreen Fennel em Blood Ties e como Shea Allen na série de suspense da CBS, Harper's Island.
Participou de diversos filmes como Final Destination 3, The Butterfly Effect 2, Aliens vs. Predator: Requiem entre outros. Participou também de várias séries, como The L Word, The Dead Zone, Supernatural, Psych, Smallville, entre outras. Ela também estrelou em shows, incluindo Life Unexpected da The CW. 
Ela retratou Joyce Dagen no filme Saw 3D de 2010.

## Filmografia

### Filmes
| Ano  | Título                              | Papel                          | Notas                 |
| ---- | ----------------------------------- | ------------------------------ | --------------------- |
| 2002 | Roughing It                         | Louise                         | Filme para TV         |
| 2004 | Perfect Romance                     | Estudante nervosa              | Filme para TV         |
| 2005 | Fantastic Four                      | recepcionista da Louis Vuitton | Participação especial |
| 2005 | LTD.                                | Sam                            |                       |
| 2006 | Man About Town                      | Assistente                     | Participação especial |
| 2006 | Final Destination 3                 | Carrie Dreyer                  |                       |
| 2006 | The Butterfly Effect 2              | Amanda                         | Direto para DVD       |
| 2006 | Murder on Spec                      | Diana Coles                    | Filme para TV         |
| 2007 | Code Name: The Cleaner              | Assistente de jovens           | Participação especial |
| 2007 | Battle in Seattle                   | Manifestante                   | Participação especial |
| 2007 | Aliens vs. Predator: Requiem        | Carrie Adams                   |                       |
| 2008 | Thomas Kinkade's Home for Christmas | Hope Eastbrook                 | Direto para DVD       |
| 2009 | Screamers: The Hunting              | Lt. Victoria Bronte            | Direto para DVD       |
| 2009 | Messages Deleted                    | Millie Counsel                 |                       |
| 2010 | Mysterious Island                   | Julia Fogg                     |                       |
| 2010 | Saw 3D                              | Joyce Dagen                    |                       |
| 2010 | A Family Thanksgiving               | Jen                            | Filme para TV         |
| 2011 | Dear Santa                          | Jilian                         | Filme para TV         |
| 2011 | Sand Sharks                         | Amanda Gore                    | Direto para DVD       |
| 2011 | Christmas Comes Home to Canaan      | Briony Adair                   | Filme para TV         |
| 2012 | Dracano                             | Diana Fankhauser               |                       |
| 2012 | How to Fall in Love                 | Julie Owens                    | Filme para TV         |
| 2012 | The Philadelphia Experiment         | Katheryn Moore                 | Filme para TV         |
| 2013 | Sink Hole                           | Joan Conroy                    |                       |

### Televisão
| Ano  | Título                         | Papel                       | Notas                                            |
| ---- | ------------------------------ | --------------------------- | ------------------------------------------------ |
| 2004 | The L Word                     | Garota                      | Episódio: "Piloto"                               |
| 2005 | The L Word                     | Twink                       | Episódio: "Lynch Pin"                            |
| 2005 | The Dead Zone                  | Aubrey Henderson / Chrystal | Episódio: "The Last Goodbye"                     |
| 2005 | Supernatural                   | Haley Collins               | Episódio: "Wendigo"                              |
| 2005 | Killer Instinct                | Angela Wilkins              | Episódio: "Die Like an Egyptian"                 |
| 2005 | Reunion                        | Rachel Scofield             | 5 episódios                                      |
| 2005 | Da Vinci's City Hall           | Claire                      | 12 episódios (2005–2006)                         |
| 2006 | Psych                          | Bethany Cadman              | Episódio: "Speak Now or Forever Hold Your Piece" |
| 2007 | Blood Ties                     | Coreen Fennel               | 21 episódios (2007–2008)                         |
| 2007 | Flash Gordon                   | Dale Arden                  | 21 episódios (2007–2008)                         |
| 2008 | Smallville                     | Patricia Swann              | Episódio: "Traveler"                             |
| 2009 | Harper's Island                | Shea Allen                  | 13 episódios                                     |
| 2009 | Flashpoint                     | Rachel                      | Episódio: "The Farm"                             |
| 2010 | Legend of the Seeker           | Lucinda/Dennee Amnell       | Episódio: "Resurrection"                         |
| 2010 | Life Unexpected                | Trina Campbell              | 3 episódios (2010-2011)                          |
| 2011 | R.L. Stine's The Haunting Hour | Anna Coleman                | Episódio: "The Walls"                            |
| 2012 | R.L. Stine's The Haunting Hour | Grazilda/Gresilda           | 2 episódios                                      |
| 2012 | Fringe                         | Kate Hicks                  | Episódio: "Nothing as It Seems"                  |
| 2012 | Suits                          | Monica Eton                 | 2 episódios (2012-2013)                          |